# إيلينا فيور
إيلينا فيور (بالإيطالية: Elena Fiore) هي ممثلة إيطالية، ولدت في 26 يوليو 1928 في نابولي في إيطاليا.

## وصلات خارجية
- إيلينا فيور على موقع IMDb (الإنجليزية)
- إيلينا فيور على موقع قاعدة بيانات الفيلم (الإنجليزية)